# مشاهدة أجسام طائرة مجهولة في طهران عام 1976م

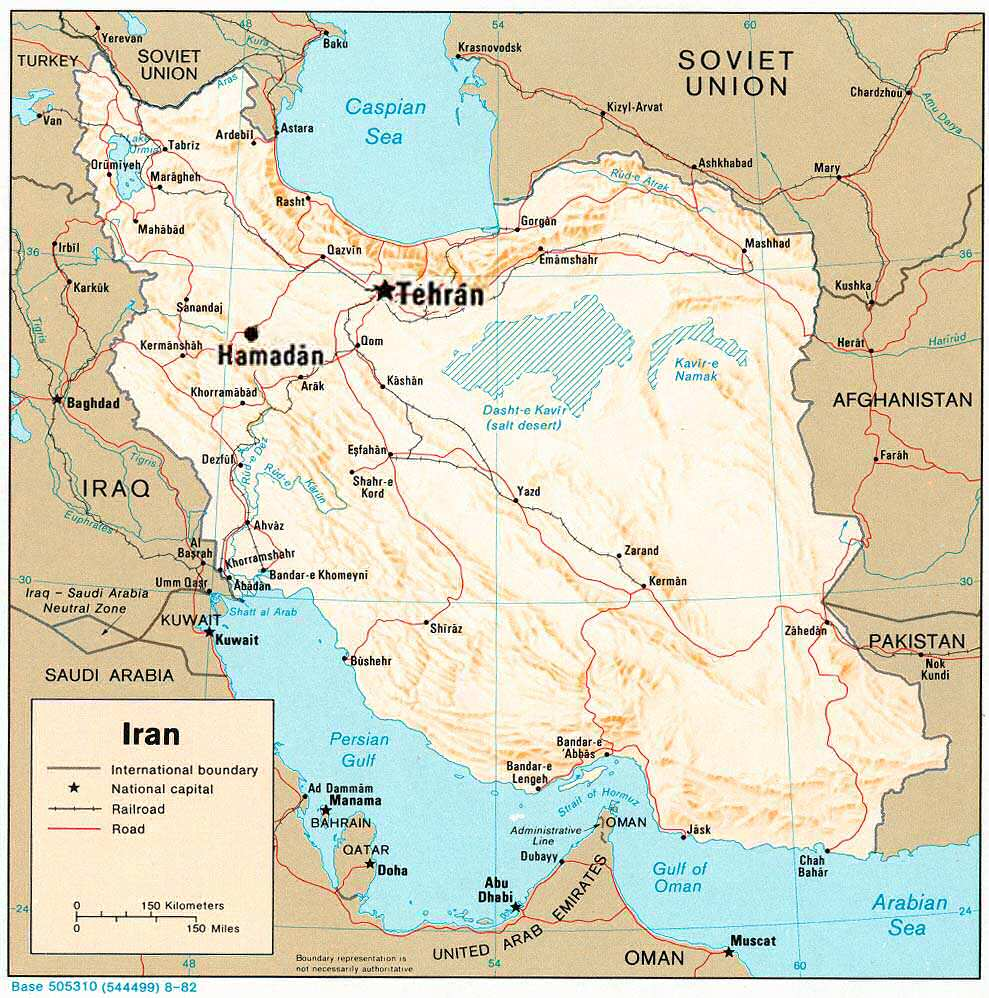
خريطة لإيران والدول المحيطة بها ، تُظهر طهران وهمذان، حيث انطلقت الطائرات الاعتراضية من طراز F-4

كانت "حادثة مشاهدة أحـد الأجسام الطائرة المجهولة في طهران في عام 1976م" عبارة عن مشاهدة مسجلة بصريـًا وعبر الرادار لأحد الأجسام الطائرة المجهولة المحلقة فوق العاصمة الإيرانية "طهران"، خلال ساعات الصباح الأولى من اليوم التاسع عشر من سبتمبر/أيلول 1976م، فخلال هذا الحادث أفادت أطقم اثنتان من طائرات سلاح الجــو الإيراني الاعتراضية من طراز "إف- 4 فانتوم 2" بفقدانها السيطرة على الأجهزة والاتصالات حال اقترابها من هذا الجسم، ثـُـمَّ استعادوا السيطرة عليها حال ابتعادهم عنه.
كما أفادت إحـدى الطائرتين بحدوث عطل مؤقت في أنظمة الأسلحة بينما كان الطاقم يتأهب لإطلاق النار.

## التفسير والتحليل
بحسب «مارتن بريدجستوك (Martin Bridgstock)» عضو هيئة التدريس المـُحاضر في «جامعة جريفيت (Griffith University)»:
وبحسب الصحفي الأمريكي الشهير «فيليب ج. كلاس (Philip J. Klass)»، من المحتمل أن يكون الطيارون قـدّ رأوا في البداية جسمـًا فلكيـًا ما، رُبــّـمــَــا كان كوكب المشترى، وهــو نفس التفسير الذي استند إليه أيضـًا باحث علوم الفضاء الأمريكي «جيمس أوبرج (James Oberg)». وقـدّ كتب «كلاس» يقول أن عدم الكفاءة وقصور عمل المـُعـَدّات من المحتمل أن يكونوا سببـًا فيما جرى الإبلاغ عنه من تعطـُّـل في المـُعـَدّات.
وبحسب «كلاس» أيضـًا فإن فنيّ المـُعـَدّات طراز «وستنجاهوس (Westinghouse)» في قاعدة «شاهرخي (Shahrokhi)» الجوية قـدّ أفاد بأن الطائرة طراز «إف – 4» الأولى فـقـط هــي التي أفادت بتعطل المـُعـَدّات، وأن لتلك الطائرة سـِجـِـلا معروفــًا بالتعرض لأعطال انقطاع التيار الكهربائي، وأنه كان قـدّ جرى إصلاحها قبل شهر واحد فـقـط من وقوع الحادث. كما استشهد «كلاس» أيضـًا برأي أحـد مشرفي إصلاح مـُعـَدّات الطائرات طراز «ماكدونيل دوغلاس (McDonnell Douglas)» القائل بأن رادار الطائرة طراز «إف-4» رُبــّـمــَــا كان في وضع «التتبع اليدوي» مما نجم عنه تفسير الخطأ في تفسير إطباق الرادار على الهدف.
وقـدّ وجه «بريدجستوك (Bridgstock)» سهام نقده إلى إفادات «علماء الأجسام الطائرة المجهولة» قائلا بأنها «لا تقدم تفسيرًا جديرًا بالثقة لحادثة مشاهدة الأجسام الطائرة المجهولة في إيران»، موجزًا استنتاجات «كلاس» على النحو التالي:
أمــّـا بشأن إفادات الطيارين حول "الأجسام الساطعة" التي تسقط على الأرض "مخلفة أثرًا ساطعـًا وراءها، فـقـدّ أشار المؤلف التشكيكي الأمريكي "بريان دانينج (Brian Dunning)" إلى أن اليوم التاسع عشر من سبتمبر/أيلول، يوم وقوع الحدث، هــو يوم الذروة لاثنين من زخات الشهب السنوية وهما "حوتيات جاما (Gamma Piscids)" و"الحوتيات الجنوبية (Southern Piscids)"، وطرف زخات شهب "تنينيات إيتا (Eta Draconids)"، ومن ثـَـمَّ ليس من غير المعتاد الإفادة بمشاهدة الأجسام الساقطة أو الأضواء الغريبة.  وبحسب التحقيق الذي أجراه الكولونيل "أولين موي (Olin Mooy)" من سلاح الجــو الأمريكي فـقـدّ تم العثور على جهاز استقبال وإرسال صافر يعود إلى طائرة من طراز "سي-141"  في الموقع المفترض أن هذا الضوء الساقط قـدّ ارتطم به.
ويضيف «دانينج» قائلا:
كما وجه «دانينج» انتقاده إلى كـُـلّ من «علماء الأجسام الطائرة المجهولة» والبرامج التلفزيونية التي تتناول الأجسام الطائرة المجهولة موضوعـًا لها من قبيل مثلا برنامج «مشاهدات (Sightings)» لوصفهم كافة الأحداث المتعلقة بالواقعة «من سياق الافتراض القائل بأن ذلك الضوء لم يكن سوى مركبة غير أرضية معادية يوجهها شكل من أشكال الذكاء الفضائي».

## الإشارة إلى الواقعة في وسائل الإعلام
- قام برنامج «مشاهدات (Sightings)» بتغطية الواقعة في عام 1994 حيث أجرى مقابلات مع العددي من المشاركين فيها.
- مقال «أهم 10 مشاهدات للأجسام الطائرة المجهولة» في جريدة «ذا التلغراف (The Telegraph)» (المشاهدة رقم 7).
- مقال «أهم 10 مشاهدات للأجسام الطائرة المجهولة» في جريدة «ذا جارديان (The Guardian)» (المشاهدة رقم 10).

## معرض الصور
مقالة افتتاحية منشورة في النشرة الفصلية لجهاز "خدمات أمن القوات الجوية الأمريكية" المعنونة "التوجيه، والتسلل، والتشويش، والتدخل (MIJI)" والتي "عادة ما يشير ’علماء الأجسام الطائرة المجهولة‘ إليها باعتبارها دليلا دامغـًا"، وذلك، بحسب "بريان دانينج"، لأن هذا الجهاز يتطلب تصريحـًا أمنيـًا، من ثـَـمَّ فإن نشرته مشمولة بالحماية أيضـًا. وليس ثـَـمَّـة شيء مثير للاهتمام على نحو خاص حول المقالة في حـدّ ذاتها؛ فهــي فـقـط مجرد إعادة سرد مثير لنفس المعلومات الواردة في مذكرة تحقيق الكولونيل ’موي‘، والواردة طي النشرة الإخبارية بصفتها مقالة افتتاحية طريفة حول موضوع التشويش والتدخل".

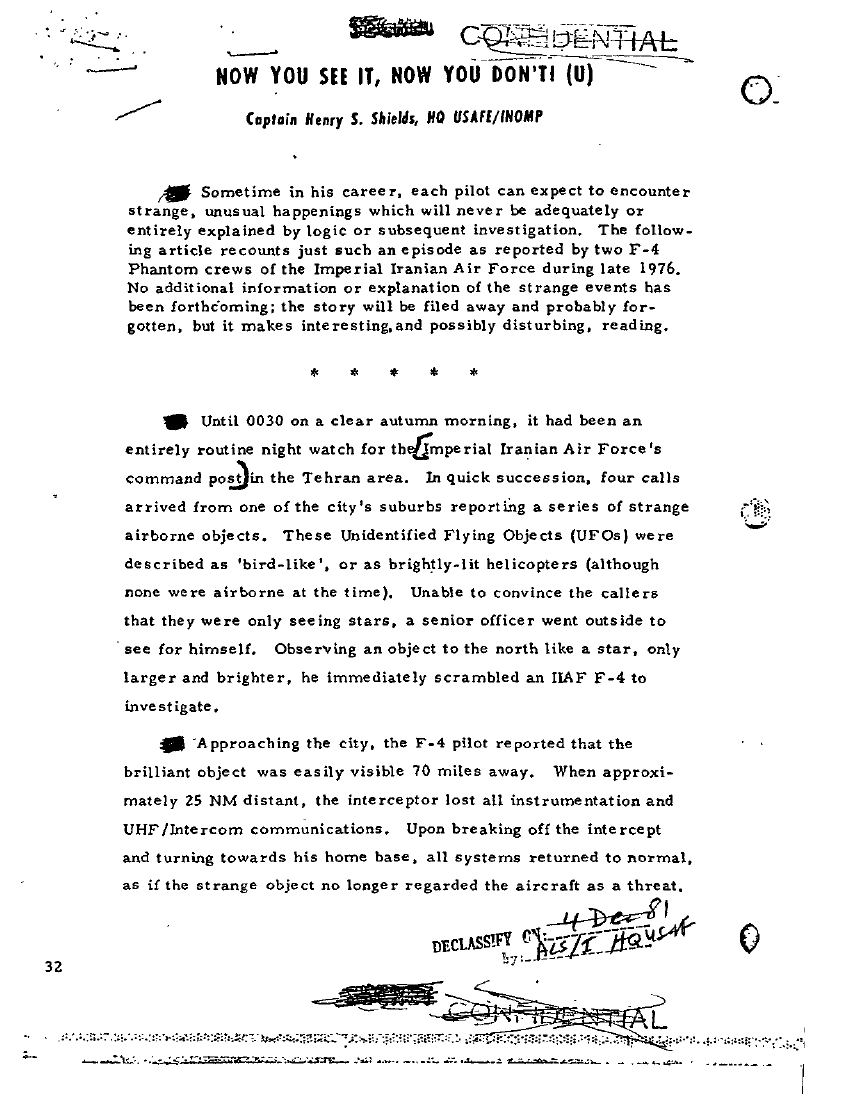
افتتاحية من نشرة MIJI للقوات الجوية الأمريكية (الصفحة 1)
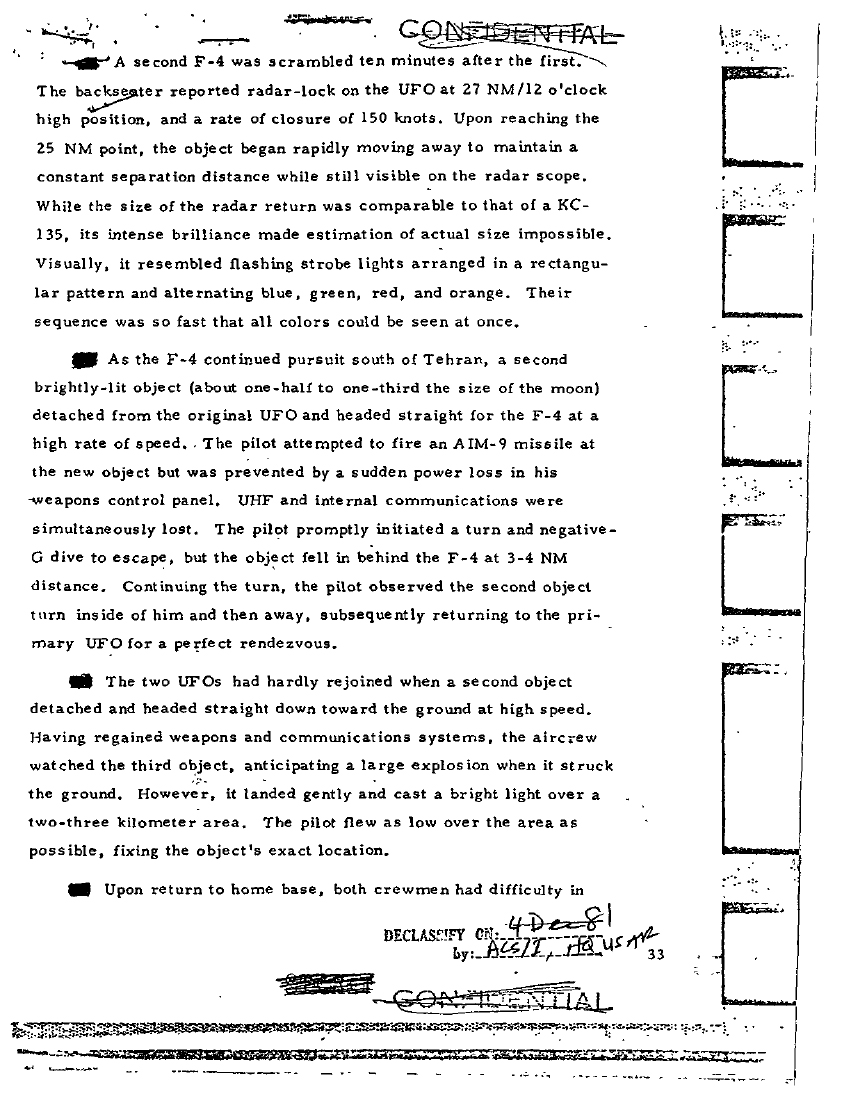
افتتاحية من نشرة MIJI للقوات الجوية الأمريكية (الصفحة 2)
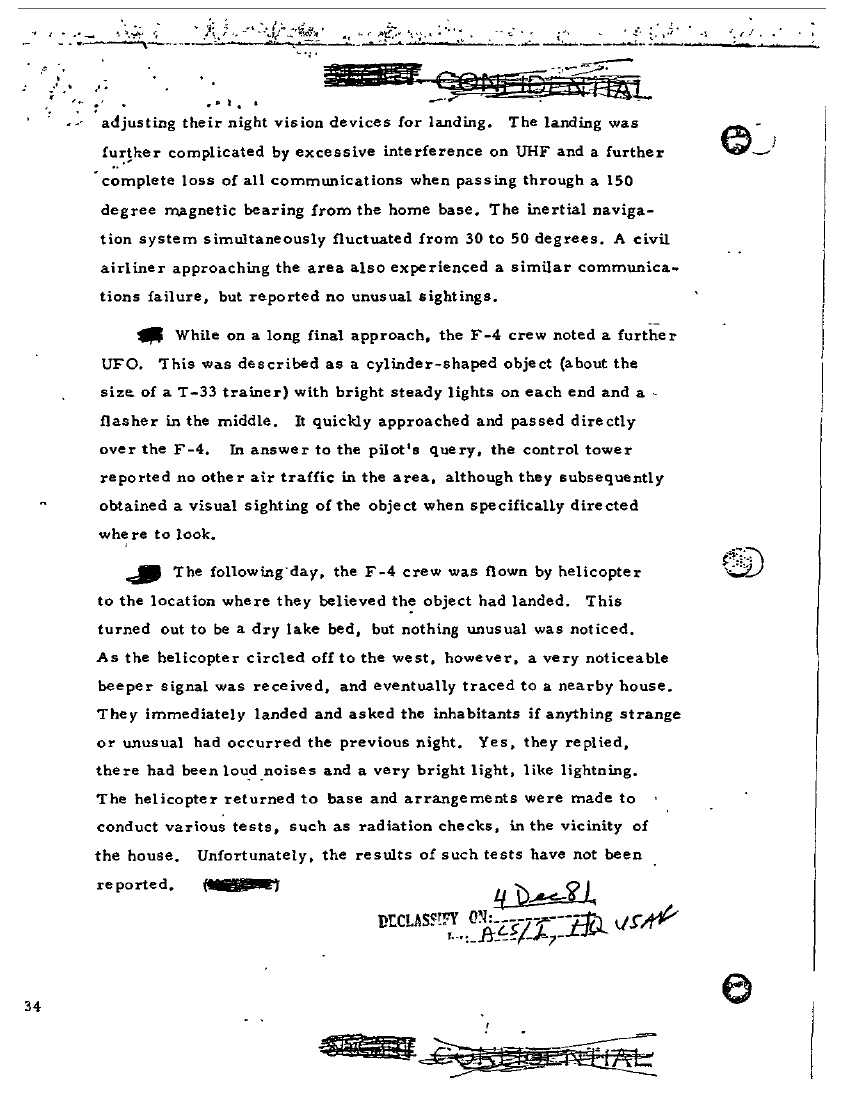
افتتاحية من نشرة MIJI للقوات الجوية الأمريكية (الصفحة 3)